# Alice von Hildebrand
Alice Marie von Hildebrand (Brussel, 11 maart 1923 – New Rochelle, 14 januari 2022), geboren als Alice Marie Jourdain, was een in België geboren Amerikaanse katholieke filosoof, theoloog, auteur en professor. Ze gaf 37 jaar lang les in filosofie aan Hunter College. Ze was ook de tweede vrouw van Dietrich von Hildebrand.

## Levensloop
Alice Marie Jourdain was een dochter van Henri en Marthe (van der Horst) Jourdain in Brussel.  Haar eerste taal was Frans. Ze verliet haar thuisland in 1940, kort nadat het door Duitsland was binnengevallen, en verhuisde als vluchteling naar de Verenigde Staten. Ze volgde aanvankelijk een opleiding aan het Manhattanville College, voordat ze filosofie studeerde aan de Fordham University, waar ze in 1949 promoveerde.

## Carrière
Von Hildebrand had moeite om werk te vinden in de academische wereld. Ze werd afgewezen door katholieke universiteiten, die haar vertelden dat ze geen vrouwen in dienst namen om filosofie te doceren. Uiteindelijk begon ze in 1947 les te geven aan Hunter College, een constituerend college van de City University of New York. Ze gebruikte haar meisjesnaam vanwege de vijandigheid van haar man. Ze kreeg pas een vaste aanstelling na 14 jaar lesgeven. Ondanks dat de president van het college (en medekatholiek) George N. Shuster haar had geadviseerd dat ze liever les zou geven aan een katholieke instelling, was ze van mening dat het essentieel was voor een katholiek om aanwezig te zijn bij een seculiere onderwijsinstelling. Uiteindelijk bleef ze 37 jaar aan Hunter College. Ze schreef de bekering van veel van haar studenten tot het katholicisme toe aan haar onderwijs van objectieve waarheid.
Von Hildebrand ging in 1984 vroeg met pensioen, omdat ze het zat was om een lesrooster te krijgen dat om 22.00 uur eindigde.  Vervolgens werd haar door het college de Presidential Award voor uitmuntendheid in lesgeven toegekend. Von Hildebrand verscheen meer dan 80 keer in de televisieprogrammering van EWTN. In 2004 lanceerde ze het Dietrich von Hildebrand Legacy Project met enkele voormalige studenten van haar man. Tot haar werken behoren The Soul of a Lion: The Life of Dietrich von Hildebrand (2000), een biografie van haar man, en haar autobiografie, Memoirs of a Happy Failure (2014), waarin ze vertelt over haar ontsnapping uit nazi-Europa en haar onderwijscarrière aan het Hunter College. 

## Overtuigingen
Von Hildebrand bekritiseerde wat zij beschouwde als de opkomst van het relativisme  en het modernisme in de katholieke kerk, met name binnen haar instellingen voor katholiek hoger onderwijs en haar katholieke scholen. Hildebrand hield er conservatieve katholieke opvattingen op na over homoseksualiteit, en zei dat het "een ernstige belediging voor God vormt en grote morele schade toebrengt aan de personen die zich eraan schuldig maken", en betoogde dat mensen met "homoseksuele neigingen" celibaat zouden moeten beoefenen. Ze was ook een uitgesproken criticus van het feminisme. 

## Persoonlijk leven
Von Hildebrand trouwde in 1959 met de katholieke filosoof en theoloog Dietrich von Hildebrand, twee jaar nadat zijn eerste vrouw was overleden. Ze ontmoetten elkaar voor het eerst op de Fordham University, waar zij studente was en hij professor. Later werkte ze als zijn secretaresse en werkte ze met hem samen aan het schrijven van boeken, zoals The Art of Living. Ze kregen geen kinderen samen,  en bleven getrouwd tot zijn dood in 1977. 
Von Hildebrand werd in oktober 2013 benoemd tot Dame van het Grootkruis in de Orde van Sint Gregorius de Grote, een pauselijke ridderorde. Ze stierf op 14 januari 2022 in haar huis in New Rochelle, New York. Ze was 98 en leed aan een korte ziekte voorafgaand aan haar dood. 